# Ordre de Calatrava
Pour les articles homonymes, voir Calatrava.
L’ordre de Calatrava, fondé au XIIe siècle, était le plus ancien ordre militaire espagnol.

## Histoire
Au milieu du XIIe siècle, la plaine du Campo de Calatrava est le théâtre de luttes incessantes entre Chrétiens et Musulmans. En 1147, le roi de Castille, Alphonse VII l'Empereur conquiert la forteresse musulmane de Qal’at Rabah (en espagnol : Calatrava), bâtie au bord du fleuve Guadiana, et la confie aux Templiers. Dix ans plus tard, incapables de la défendre face à l'offensive des Almohades, les Templiers renoncent et la remettent à son successeur Sanche III.

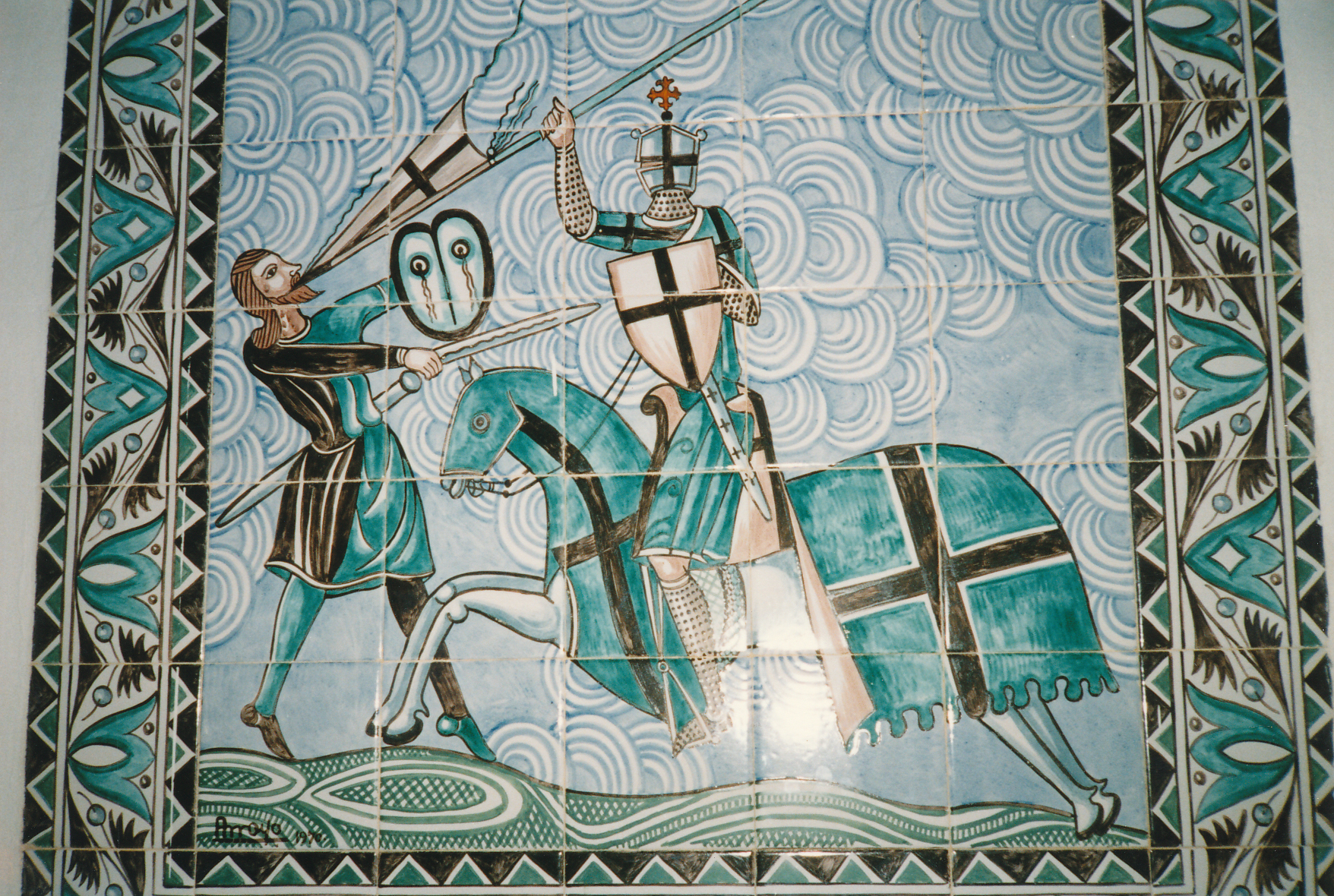
Un chevalier de l'ordre de Calatrava au combat.

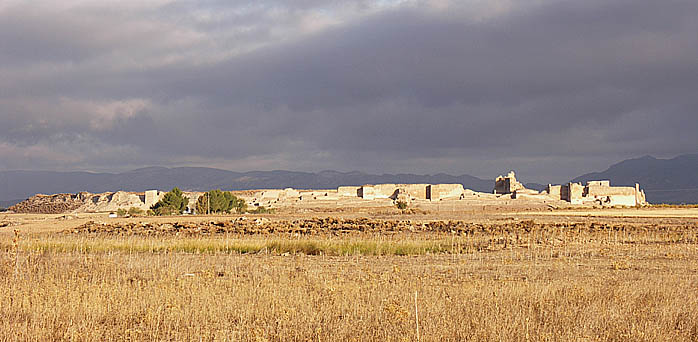
Ruines de Calatrava-la-Vieille.

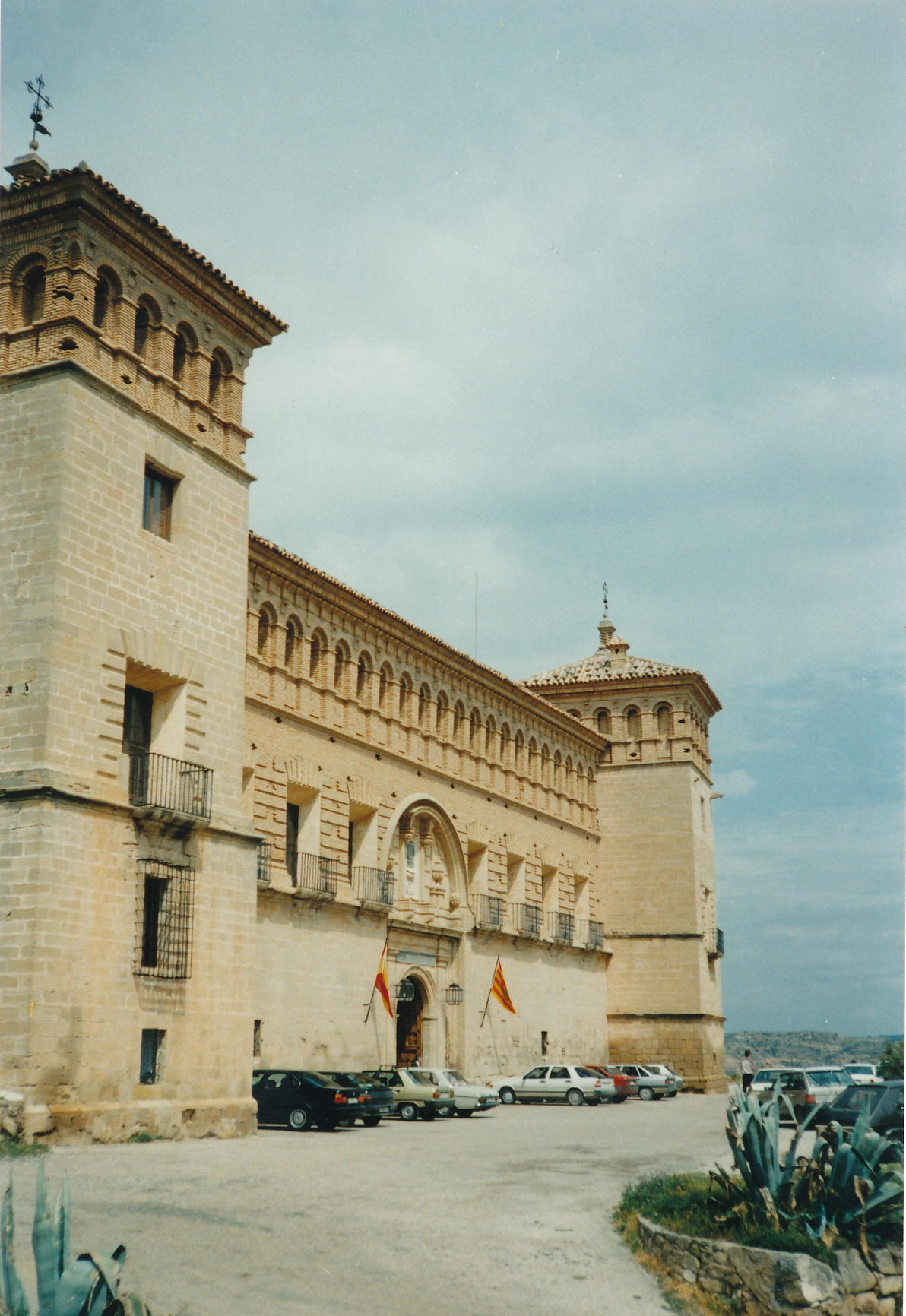
Ancien château de l'ordre de Calatrava en Alcañiz.

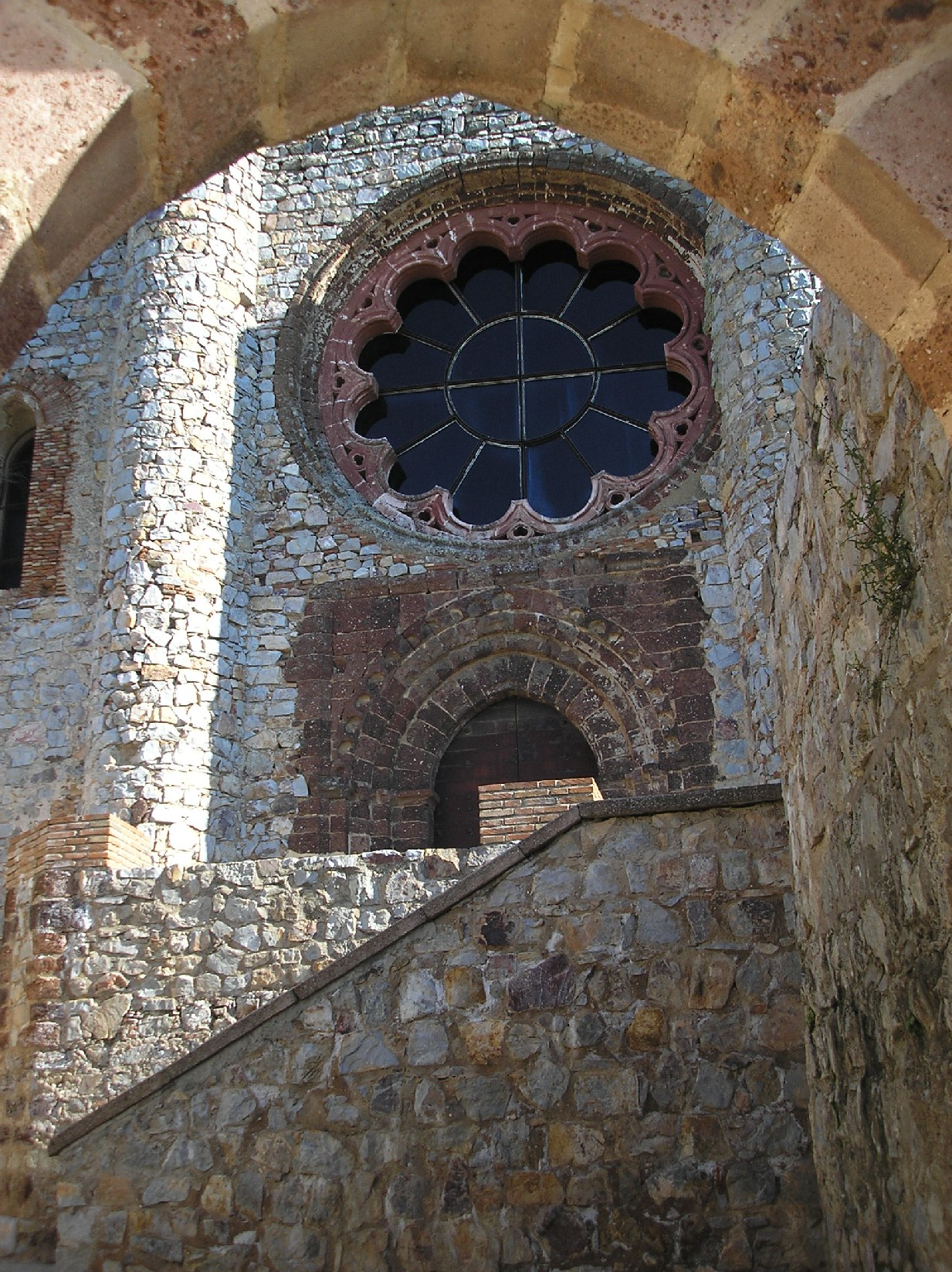
L'église de Calatrava-la-Nouvelle.

Face à une situation critique, en particulier pour la ville de Tolède, ce dernier réunit ses conseillers et ses proches et offre la forteresse à celui qui se sentirait capable de la défendre. À la surprise et sous les moqueries des présents, Raymond, abbé du monastère cistercien Sainte-Marie de Niencebas (es), proche de Fitero en Navarre, petite-fille de l'abbaye de Morimond, relève le défi. Conseillé par Diego Velázquez, un ancien guerrier devenu moine, il y installe quelques chevaliers le 1er janvier 1158. À eux deux, et avec l'aide de l'abbaye de Fitero, ils arrivent à constituer une troupe de deux mille moines-soldats. Les Musulmans refusent la bataille et se retirent plus au sud.
La communauté mise en place pour la défense de la forteresse est érigée en ordre militaire par une bulle du pape Alexandre III en date du 14 septembre 1164.
Lors de l'offensive almohade de 1195, le roi Alphonse VIII de Castille est battu par Abu Yusuf Yaqub al-Mansur à la bataille d'Alarcos et l'ordre doit abandonner sa forteresse et se retirer à Ciruelos, dans la province de Tolède. Par un audacieux coup de main, quelques chevaliers de l'ordre réussissent à prendre le château de Salvatierra, aux confins de la Sierra Morena, et à le conserver jusqu'en 1211 bien qu'isolé de tout secours extérieur. C'est ainsi que durant ces années, l'ordre prend temporairement le nom d'ordre de Salvatierra.
Comme d'autres ordres militaires, Calatrava participe à la bataille de Las Navas de Tolosa en 1212 et, l'ordre, redevenu maître de la région, décide d'installer son siège dans une nouvelle forteresse bâtie entre 1213 et 1217 non loin de Salvatierra, et qui prendra le nom de Calatrava la Nouvelle. La forteresse d'origine de l'ordre, désormais désignée comme Calatrava la Vieille, devient une commanderie.
Ayant reçu de larges donations de terres qu’ils organisent en commanderies (en espagnol encomiendas) selon le modèle templier, l'ordre bénéficie vite d'un grand pouvoir politico-militaire. Il règne sur de nombreux châteaux le long de la frontière de Castille et sur des milliers de vassaux ; capable d'aligner deux mille chevaliers sur un champ de bataille, ce qui constitue à l'époque une troupe considérable. Cette force et son autonomie - l'ordre ne reconnaît que l'autorité du pape, ainsi que celle, plus spirituelle, de l'abbé de Morimond - provoqueront quelques heurts avec la Monarchie espagnole.
La règle reçue du pape et de Cîteaux par Dom García, le premier grand maître de l'ordre, est très stricte. En plus des vœux religieux habituels - obéissance, chasteté et pauvreté -, les chevaliers doivent garder le silence dans le dortoir, le réfectoire et l'oratoire, jeûner quatre jours par semaine, dormir en armure et n'être vêtu que de la robe blanche cistercienne agrémentée de la croix fleur-de-lysée noire (qui deviendra rouge au XVIe siècle).
Au XIVe siècle, le roi Ferdinand IV de Castille fait exécuter à Martos deux chevaliers de l'ordre de Calatrava, ce qui donnera lieu à la légende des frères Carvajal.
En 1487, le roi Ferdinand le Catholique obtient d'être nommé grand maître de l'ordre par une bulle papale, nomination qui sera confirmée pour tous ses successeurs. L'ordre participe en 1492 à la prise de Grenade, dernière étape de la Reconquista. À partir de cette date, l'ordre perd petit à petit son esprit militaire et son âme religieuse, pour ne s'occuper plus que de gérer ses revenus et conserver ses reliques.
Les biens de l'ordre sont confisqués en 1808 sur ordre de Joseph Bonaparte pendant son bref règne espagnol, pour être restitués en 1814 par Ferdinand VII d'Espagne, et finiront par être définitivement sécularisés par Pascual Madoz. L'ordre est supprimé par la Première République espagnole en 1873 puis rétabli en 1875 en accord avec la papauté.
Aujourd'hui, l'ordre de Calatrava est une distinction honorifique espagnole, mais des religieuses comendadoras (dames commandeurs) vivent encore dans deux couvents, à Madrid et à Burgos.

## Dignitaires de l'ordre
Ces hautes fonctions sont apparues au fur et à mesure du développement et de l'organisation de l'ordre pour être finalement confirmées dans ses statuts définitifs (1467). Elles sont au nombre de sept, énoncées ci-après dans l'ordre hiérarchique décroissant :
- Le grand maître : autorité suprême de l'ordre, il est nommé à vie. L'ordre a connu 30 grands maîtres jusqu'à sa prise de contrôle par la monarchie espagnole ;
- Les grands commandeurs de Castille et d'Aragon : supervisent l'ensemble des commanderies de leurs royaumes respectifs ;
- Le clavier : lieutenant du grand maître. Responsable de la défense du siège de l'ordre (Calatrava-la-Nouvelle) ;
- Le prieur : représentant de l'abbé de Morimond, chargé de l'accompagnement spirituel des chevaliers ;
- Le sacristain : chargé des reliques, objets sacrés et de culte de l'ordre ;
- Le haut marguillier : chargé de superviser les travaux et constructions de l'ordre.

## Liste des grands maîtres de l'ordre
- Dom García (1164-1169)
- Fernando Escaza (1169-1170)
- Martín Pérez de Siones (1170-1182)
- Nuño Pérez de Quiñones (1182-1199)
- Martín Martínez (1199-1207)
- Ruy Díaz de Yanguas (1207-1212), blessé à la bataille de Las Navas de Tolosa et obligé d'abandonner sa fonction.
- Rodrigo Garcés (1212-1216)
- Martín Fernández de Quintana (1216-1218)
- Gonzalo Yáñez de Novoa (1218-1238)
- Martín Ruiz (1238-1240)
- Gómez Manrique (1240-1243)
- Fernando Órdoñez (1243-1254)
- Pedro Yáñez (1254-1267)
- Juan González (1267-1284)
- Ruy Pérez Ponce (1284-1295)
- Diego López de Santsoles (1295-1296)
- Garci López de Padilla (1296-1322)
- Juan Núñez de Prado (1322-1355)
- Diego García de Padilla (1355-1365)
- Martín López de Córdoba (1365-1371)
- Pedro Muñiz de Godoy (1371-1384)
- Pedro Álvarez de Pereira (1384-1385)
- Gonzalo Núñez de Guzmán (1385-1404)
- Enrique de Villena (1404-1407)
- Luis González de Guzmán (1407-1443)
- Fernando de Padilla (1443-1443)
- Alonso de Aragón (1443-1445)
- Pedro Girón (1445-1466)
- Rodrigo Téllez Girón (1466-1482)
- Garcia López de Padilla (1482-1487)
- Rois d'Espagne à partir de 1487

## Héraldique
Blason de l'ordre : la croix fleur-de-lysée de gueules